# Гонятичи
Гонятичи (укр. Гонятичі) — село в Николаевской городской общине Стрыйского района Львовской области Украины.
Население по переписи 2001 года составляло 222 человека. Занимает площадь 0,749 км². Почтовый индекс — 81630. Телефонный код — 3241.